# Moindou
Moindou ist eine Gemeinde in der Südprovinz in Neukaledonien. 
Die Gemeinde liegt größtenteils auf der Hauptinsel Grande Terre, aber auch weitere kleine Inseln vor der Küste gehören dazu. Die Orte der Gemeinde Moindou sind: Kéré(?), Moméa, Mouidou (Hauptort) und Téremba. 
Auf einer Anhöhe in Téremba wurde 1871 ein Fort errichtet, das bis 1908 als Bagne (Straflager) für die Region La Foa-Farino-Moindou diente. Im Fort Teremba finden jährlich das Fest Son et Lumières du Fort Teremba, bei dem das Leben der Einwohner zur Zeit der Kolonisation nachgestellt wird, und das internationale Rock- und Electro-Festival Black Woodstock statt.
Die höchste Erhebung ist der Table Unio mit 1006 Metern.

## Bevölkerung
| Bevölkerungsentwicklung in Moindou (2009 geschätzt) | Bevölkerungsentwicklung in Moindou (2009 geschätzt) | Bevölkerungsentwicklung in Moindou (2009 geschätzt) | Bevölkerungsentwicklung in Moindou (2009 geschätzt) | Bevölkerungsentwicklung in Moindou (2009 geschätzt) | Bevölkerungsentwicklung in Moindou (2009 geschätzt) | Bevölkerungsentwicklung in Moindou (2009 geschätzt) | Bevölkerungsentwicklung in Moindou (2009 geschätzt) | Bevölkerungsentwicklung in Moindou (2009 geschätzt) | Bevölkerungsentwicklung in Moindou (2009 geschätzt) |
| --------------------------------------------------- | --------------------------------------------------- | --------------------------------------------------- | --------------------------------------------------- | --------------------------------------------------- | --------------------------------------------------- | --------------------------------------------------- | --------------------------------------------------- | --------------------------------------------------- | --------------------------------------------------- |
| Einwohner                                           | 272                                                 | 392                                                 | 291                                                 | 387                                                 | 378                                                 | 461                                                 | 568                                                 | 602                                                 | 631                                                 |
| Jahr                                                | 1956                                                | 1963                                                | 1969                                                | 1976                                                | 1983                                                | 1989                                                | 1996                                                | 2004                                                | 2009                                                |